# Kotetsu Hagane
Kotetsu Hagane är en fiktiv figur i anime- och mangaserien Naruto. Man får se honom första gången innan första delen av Chuuninexamen har börjat när han och Izumo psykar deltagarna att de ska ge upp och sedan under första delen. Man ser dem även uppe i tornet under andra delen av examen. Efter att Naruto och Jiraiya har hittat Tsunade och hon har blivit Lövgömmans nya eldskugga använder hon dem som sina slavar som ständigt får släpa på hennes papper som hon ska skriva under. Izumo och Kotetsu ses sällan ensamma utan är ständigt tillsammans och samarbetar utan problem i strider vilket man ser i del 2 när de slåss mot Hidan och Kakuzu.